# Campeonato Capixaba de Futebol de 2021 - Série A
A Série A1 do Campeonato Capixaba de Futebol de 2021, ou Capixabão Banestes 2021 por motivos de patrocínio, foi a 105ª edição da principal divisão do futebol do Espírito Santo. Foi realizada e organizada pela Federação de Futebol do Estado do Espírito Santo e disputada por 10 clubes, sendo oito participantes do Capixabão de 2020 e o campeão e vice da Série B de 2020, Vilavelhense e Pinheiros-ES, respectivamente.
A competição foi paralisada em 19 de março, após o término da terceira rodada, devido às medidas restritivas impostas pelo governador Renato Casagrande após aumento de casos de COVID-19 no estado. A competição retornou no dia 10 de abril com o aval do Comitê de Gestão de Crise COVID-19 do Governo do Espírito Santo. O Real Noroeste foi o campeão da competição, após levar a melhor sobre o Rio Branco VN na decisão disputada em dois jogos. Já o Pinheiros-ES e o São Mateus foram relegados para a Série B do estadual de 2022.

## Regulamento
A fórmula de disputa é a mesma das duas últimas edições. Na Primeira Fase, os dez participantes jogam entre si em turno único, com os oito melhores avançando às Quartas de Final. Os cinco times mais bem colocados na edição passado fazem cinco jogos com o mando de campo (Rio Branco VN, Rio Branco-ES, Vitória-ES, Real Noroeste e Desportiva Ferroviária), os demais fazem apenas quatro jogos com o mando. A Fase Final será disputada em sistema de mata-mata, onde os clubes se enfrentam em cruzamento olímpico com jogos de ida e volta, até as Finais. Os times com melhores campanhas na Primeira Fase terão o mando de campo nos jogos de volta da Fase Final. O campeão ganha o direito de disputar a Copa do Brasil de 2022 e a Série D de 2022. As duas últimas equipes na Primeira Fase serão rebaixadas à Série B de 2022.

## Participantes
| Clube                  | Cidade                  | Temporada 2020 | Estádio                    | Capacidade | Títulos (último) |
| ---------------------- | ----------------------- | -------------- | -------------------------- | ---------- | ---------------- |
| Desportiva Ferroviária | Cariacica               | 5º da Série A  | Engenheiro Araripe         | 7 700      | 18 (2016)        |
| Estrela do Norte       | Cachoeiro de Itapemirim | 7º da Série A  | Sumaré                     | 6 000      | 1 (2014)         |
| Pinheiros-ES           | Pinheiros               | 2º da Série B  | João Soares de Moura Filho | 1 500      | 0 (não possui)   |
| Real Noroeste          | Águia Branca            | 4º da Série A  | José Olímpio da Rocha      | 5 281      | 0 (não possui)   |
| Rio Branco-ES          | Vitória                 | 2º da Série A  | Kleber Andrade             | 21 800     | 37 (2015)        |
| Rio Branco VN          | Venda Nova do Imigrante | 1º da Série A  | Olímpio Perim              | 2 100      | 1 (2020)         |
| São Mateus             | São Mateus              | 8º da Série A  | Sernamby                   | 4 500      | 2 (2011)         |
| Serra                  | Serra                   | 6º da Série A  | Robertão                   | 2 000      | 6 (2018)         |
| Vitória-ES             | Vitória                 | 3º da Série A  | Salvador Costa             | 3 000      | 10 (2019)        |
| Vilavelhense           | Vila Velha              | 1º da Série B  | Kleber Andrade             | 21 800     | 0 (não possui)   |

## Primeira Fase
| Pos | Equipes                | Pts | J | V | E | D | GP | GC | SG  | Classificação               |
| --- | ---------------------- | --- | - | - | - | - | -- | -- | --- | --------------------------- |
| 1   | Rio Branco VN          | 22  | 9 | 7 | 1 | 1 | 19 | 7  | +12 | Classificado às Fase Final  |
| 2   | Vitória-ES             | 17  | 9 | 5 | 2 | 2 | 18 | 8  | +10 | Classificado às Fase Final  |
| 3   | Real Noroeste          | 16  | 9 | 5 | 1 | 3 | 11 | 8  | +3  | Classificado às Fase Final  |
| 4   | Rio Branco-ES          | 14  | 9 | 4 | 2 | 3 | 13 | 13 | 0   | Classificado às Fase Final  |
| 5   | Serra                  | 13  | 9 | 4 | 1 | 4 | 14 | 13 | +1  | Classificado às Fase Final  |
| 6   | Estrela do Norte       | 12  | 9 | 3 | 3 | 3 | 11 | 9  | +2  | Classificado às Fase Final  |
| 7   | Vilavelhense           | 12  | 9 | 3 | 3 | 3 | 14 | 18 | –4  | Classificado às Fase Final  |
| 8   | Desportiva Ferroviária | 11  | 9 | 3 | 2 | 4 | 9  | 11 | –2  | Classificado às Fase Final  |
| 9   | São Mateus             | 8   | 9 | 2 | 2 | 5 | 10 | 18 | –8  | Rebaixado à Série B de 2022 |
| 10  | Pinheiros-ES           | 1   | 9 | 0 | 1 | 8 | 6  | 20 | –14 | Rebaixado à Série B de 2022 |

## Fase Final
Em itálico os clubes que possuem o mando de campo no primeiro jogo. Em negrito, os classificados.
|  | Quartas de final       | Quartas de final | Quartas de final | Quartas de final |       |               | Semifinais      | Semifinais      | Semifinais      | Semifinais      |  |               | Final           | Final           | Final           | Final           |  |  |
|  | 05 a 09 de maio        | 05 a 09 de maio  | 05 a 09 de maio  | 05 a 09 de maio  |       |               | 12 a 16 de maio | 12 a 16 de maio | 12 a 16 de maio | 12 a 16 de maio |  |               | 20 e 23 de maio | 20 e 23 de maio | 20 e 23 de maio | 20 e 23 de maio |  |  |
|  |                        |                  |                  |                  |       |               |                 |                 |                 |                 |  |               |                 |                 |                 |                 |  |  |
|  | Rio Branco VN          | 1                | 2                | 3                |       |               |                 |                 |                 |                 |  |               |                 |                 |                 |                 |  |  |
|  | Desportiva Ferroviária | 3                | 0                | 3                |       |               |                 |                 |                 |                 |  |               |                 |                 |                 |                 |  |  |
|  | Desportiva Ferroviária | 3                | 0                | 3                |       | Rio Branco VN | 0               | 3               | 3               |                 |  |               |                 |                 |                 |                 |  |  |
|  |                        |                  |                  |                  |       | Rio Branco VN | 0               | 3               | 3               |                 |  |               |                 |                 |                 |                 |  |  |
|  |                        | Rio Branco-ES    | 0                | 0                | 0     |               |                 |                 |                 |                 |  |               |                 |                 |                 |                 |  |  |
|  | Rio Branco-ES          | Rio Branco-ES    | 0                | 0                | 0     | 0             | 1               | 1               |                 |                 |  |               |                 |                 |                 |                 |  |  |
|  | Rio Branco-ES          |                  |                  |                  |       | 0             | 1               | 1               |                 |                 |  |               |                 |                 |                 |                 |  |  |
|  | Serra                  | 1                | 0                | 1                |       |               |                 |                 |                 |                 |  |               |                 |                 |                 |                 |  |  |
|  | Serra                  | 1                | 0                | 1                |       |               |                 |                 |                 |                 |  | Rio Branco VN | 0               | 1               | 1 (7)           |                 |  |  |
|  |                        |                  |                  |                  |       |               |                 |                 |                 |                 |  | Rio Branco VN | 0               | 1               | 1 (7)           |                 |  |  |
|  |                        | Real Noroeste    | 0                | 1                | 1 (8) |               |                 |                 |                 |                 |  |               |                 |                 |                 |                 |  |  |
|  | Vitória-ES             | Real Noroeste    | 0                | 1                | 1 (8) | 2             | 3               | 5               |                 |                 |  |               |                 |                 |                 |                 |  |  |
|  | Vitória-ES             |                  |                  |                  |       | 2             | 3               | 5               |                 |                 |  |               |                 |                 |                 |                 |  |  |
|  | Vilavelhense           | 1                | 1                | 2                |       |               |                 |                 |                 |                 |  |               |                 |                 |                 |                 |  |  |
|  | Vilavelhense           | 1                | 1                | 2                |       | Vitória-ES    | 0               | 1               | 1 (2)           |                 |  |               |                 |                 |                 |                 |  |  |
|  |                        |                  |                  |                  |       | Vitória-ES    | 0               | 1               | 1 (2)           |                 |  |               |                 |                 |                 |                 |  |  |
|  |                        | Real Noroeste    | 0                | 1                | 1 (4) |               |                 |                 |                 |                 |  |               |                 |                 |                 |                 |  |  |
|  | Real Noroeste          | Real Noroeste    | 0                | 1                | 1 (4) | 2             | 1               | 3               |                 |                 |  |               |                 |                 |                 |                 |  |  |
|  | Real Noroeste          |                  |                  |                  |       | 2             | 1               | 3               |                 |                 |  |               |                 |                 |                 |                 |  |  |
|  | Estrela do Norte       | 1                | 0                | 1                |       |               |                 |                 |                 |                 |  |               |                 |                 |                 |                 |  |  |

## Premiação
| Campeonato Capixaba de 2021       |
| Águia Branca                      |
| --------------------------------- |
| Real Noroeste Campeão (1º título) |